# Eames: The Architect and the Painter
Eames: The Architect and the Painter es un documental estrenado en 2011 sobre el arquitecto y diseñadora estadounidenses Charles Eames y Ray Eames y la Oficina Eames. Fue producido y escrito por Jason Cohn, y coproducido por Bill Jersey.

## Sinopsis
La película describe el trabajo realizado por esta pareja de arquitectos. Con una narrativa simultánea en dos campos, uno sobre el equipo formado como marido y mujer, y otro en paralelo sobre la Oficina Eames. Los logros conseguidos en el campo del diseño exploran todos los campos en los que trabajaron. Comenzando con el diseño de sillas, pero también pasando por la arquitectura, la fotografía y el cine. La mayoría de las imágenes de época, con fotografías de los años cincuenta, sesenta y setenta, pero también hay varios fragmentos de películas. Las grabaciones de audio se intercalan con la narración de James Franco.
La película utiliza extensas entrevistas para enmarcar la historia. Las entrevistas incluyen a Richard Saul Wurman, fundador de TED, el arquitecto irlandés Kevin Roche, el diseñador Bob Blaich y el guionista Paul Schrader; a Lucia Eames y Eames Demetrios, hija y nieto de Charles Eames; a varios ex diseñadores de la Oficina de Eames: Jeannine Oppewall, Gordon Ashby, Deborah Sussman y John y Marilyn Neuhart; los historiadores Pat Kirkham, Jed Perl y Donald Albrecht; y el consultor de IBM Zeke Seligson. 

## Críticas
El crítico de The New York Times, A. O. Scott describió la película como "un nuevo documental animado" y "apropiadamente abundante: lleno de objetos, información, historias y personas, organizados con frenética elegancia". Lo elogió por mostrar, "con maravilloso detalle, cómo su trabajo era una extensión de ellos mismos y cómo sus distintas personalidades se fusionaban en una fuerza única y proteica". 
Tom Keogh de The Seattle Times escribió que "Al igual que las creaciones de los protagonistas, 'Eames' es en sí misma una deslumbrante aventura sensorial" y que "la película es una historia extraordinaria y agradable de cómo dos personas influyeron en gran parte de nuestro pensamiento y entorno actual".
El crítico de Los Angeles Times, Kenneth Turan, describió la película como "un examen completo y vibrante de los maestros de la arquitectura moderna".

## Reconocimientos
2012 Premio Peabody.

## Distribución
La película está disponible en YouTube desde PBS como Cd1 y Cd2.
El documental se distribuyó en México en el 2012 con proyecciones especiales en salas de cines y distintas universidades de diseño en Monterrey con el apoyo de la agencia de diseño y publicidad regiomontana Brands&People y la distruibidora First Run Features. 

También está disponible en DVD.